# John Pauls-Harding
John Pauls-Harding (* 19. Oktober 1922 in Berlin; † 1988 in München) war ein deutscher Schauspieler, Kabarettist, Regisseur und Synchronsprecher.

## Biografie
Nach dem Abitur absolvierte er ein Schauspiel- und Regiestudium in Berlin. Anschließend trat er als Kabarettist und Regisseur an mehreren Kleinkunstbühnen auf, z. B. im Kabarett der Komiker in Berlin und in der Bonbonniere in München. Als Theaterschauspieler spielte er u. a. an den Münchner Kammerspielen.
Bereits 1940 gab Pauls-Harding in Erich Engels Komödie Unser Fräulein Doktor sein Spielfilmdebüt. Er spielte unter der Regie von Josef von Báky im Drama Annelie und unter der Regie von Kurt Hoffmann in Ich werde dich auf Händen tragen, neben Curd Jürgens in Eine kleine Sommermelodie und neben Heinz Rühmann in Quax in Afrika, aber auch in Propaganda-Filmen wie Mein Leben für Irland und Karl Ritters Stukas.
Nach dem Zweiten Weltkrieg wirkte er nur noch in wenigen Filmproduktionen mit, u. a. neben Zarah Leander in Cuba Cubana und als „Vagabund Hannes“ in der Tragikomödie Das Fräulein und der Vagabund.
Pauls-Harding verlagerte seinen künstlerischen Schwerpunkt ab 1946 auf den Bereich der Synchronisation von Film- und Fernsehproduktionen. Als Synchronsprecher lieh er seine Stimme u. a. John Derek (Der Mann, der herrschen wollte), Jean Marais (u. a. Der Arzt und das Mädchen und Reise ohne Hoffnung), Carl Möhner (Rififi), Frank Sinatra (Verdammt in alle Ewigkeit), Terry-Thomas (u. a. Unser Mann in Rio und Auch die Kleinen wollen nach oben), und Peter van Eyck (Die letzte Etappe).
Darüber hinaus war er als Synchronregisseur für die deutschen Fassungen zahlreicher Kinofilme wie z. B. Wiegenlied für eine Leiche (mit Bette Davis), die Woody-Allen-Komödien Der Stadtneurotiker und Radio Days, Tootsie (mit Dustin Hoffman) und Fernsehserien wie Bonanza und Time Tunnel verantwortlich.
Gelegentlich trat er auch als Sprecher bei Hörspielen auf, wie 1959 in der einzigen Paul Temple-Produktion des Bayerischen Rundfunks, nämlich in Paul Temple und der Conrad-Fall.
Pauls-Harding war von 1963 bis zu seinem Tode mit Wicky Strohmeyer liiert. Die beiden haben einen Sohn namens Henning Stegelmann, der in Hamburg lebt und ebenfalls wie sein Vater als Synchronbuchautor und -regisseur arbeitet.

## Filmografie (Auswahl)
- 1940: Unser Fräulein Doktor
- 1941: Stukas
- 1941: Annelie
- 1941: Mein Leben für Irland
- 1943: Ich werde dich auf Händen tragen
- 1943/44: Eine kleine Sommermelodie (UA: 1982)
- 1943/47: Jugendliebe
- 1943/47: Quax in Afrika
- 1944: Junge Herzen
- 1948: Die Söhne des Herrn Gaspary
- 1949: Das Fräulein und der Vagabund
- 1950: Kronjuwelen
- 1951: Eva und der Frauenarzt
- 1952: Cuba Cabana
- 1956: Hilfe – sie liebt mich!